# 欧讷伊 (旧市镇)
欧讷伊（法語：Auneuil，法語發音：[onœj]）是法国瓦兹省的一个旧市镇，属于博韦区。2017年，欧讷伊与市镇特鲁叙尔合并为新的欧讷伊。

## 地理
欧讷伊（49°22'12"N, 1°59'49"E）面积22.15 平方千米，位于法国上法蘭西大區瓦兹省，该省份为法国北部内陆省份，北起索姆省，西接厄尔省和滨海塞纳省，南至塞纳-马恩省和瓦兹河谷省，东临埃纳省。
与欧讷伊接壤的市镇（或旧市镇、城区）包括：博蒙莱诺南、布赖地区贝尔讷伊、拉乌苏瓦、兰维莱尔、布赖地区圣莱热、圣马丹勒讷、特鲁叙尔、维洛特朗、莱欧塔利康。

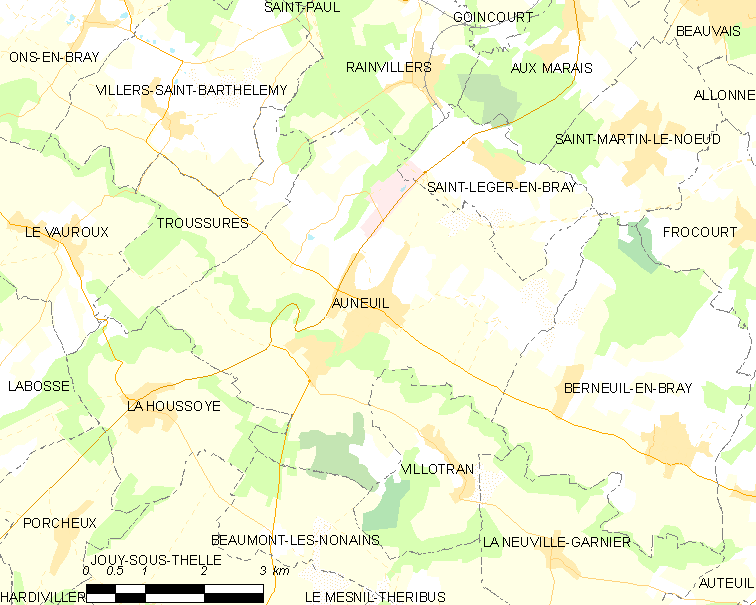
的OSM定位图

欧讷伊的时区为UTC+01:00、UTC+02:00（夏令时）。

## 行政
欧讷伊的邮政编码为60390，INSEE市镇编码为60029。

## 政治
欧讷伊所属的省级选区为博韦第二县。

## 人口

1962-2008年间人口变化图示

欧讷伊于2018年1月1日时的人口数量为2679人。